# Fino a farti male
Fino a farti male è un film del 2004, diretto da Alessandro Colizzi.

## Trama
Rientrato in anticipo da un lavoro all'estero, Marc, un talent scout musicale, scopre che la moglie Martina si è licenziata dal lavoro da più di due mesi, senza avergli detto nulla. Ma questa è solo la punta dell'iceberg, in quanto Martina si è innamorata, ricambiata, di Lara, con cui intrattiene da molto tempo una relazione omosessuale. Marc decide di andare a fondo a questa storia, per arrivare a capire il perché di questo tradimento e soprattutto il motivo che ha spinto la fragile Martina a tentare il suicidio.

## Critica
- Un cinema fatto di silenzi, di sguardi smarriti. Il tema di fondo è quello dell'incertezza dei sentimenti in un film apprezzabile per quel che rifiuta e lascia fuori che per quel che dice. Commento del dizionario Morandini che assegna al film due stelle su cinque di giudizio.[1]

## Curiosità
Ad inizio film fa una piccola apparizione Marina Rei nel ruolo di una cantante.